# Labeo barbatulus
Labeo barbatulus is een  straalvinnige vissensoort uit de familie van eigenlijke karpers (Cyprinidae). De wetenschappelijke naam van de soort is voor het eerst geldig gepubliceerd in 1878 door Sauvage.
De soort staat op de Rode Lijst van de IUCN als Onzeker, beoordelingsjaar 2011.